# Skedar (musikinstrument)
För besticket, se sked.

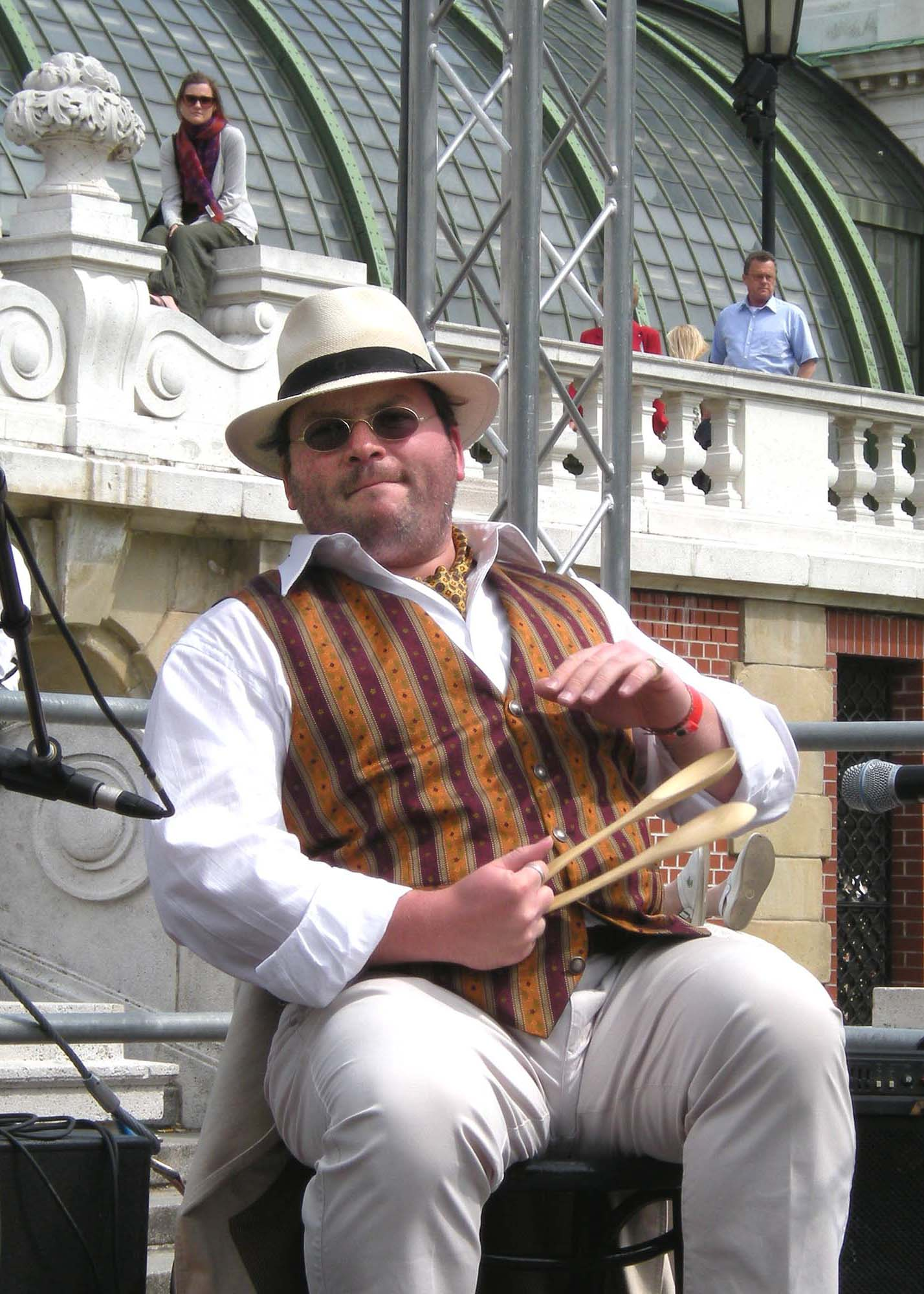
Klaus P Steyer spelar på träskedar.

Skedar kan användas som  rytminstrument och sättet man spelar på kommer från Irland där man tidigare spelade på revben från får. Skedar används bland annat inom engelsk, irländsk, grekisk, amerikansk, rysk och turkisk folkmusik. Klangen är metallisk och påminner om kastanjetter.
Bland musiker som spelar på skedar kan nämnas Duncan Campbell från reggaebandet UB40, den amerikanska musikern Bobby Hebb samt Noel Crombie från bandet Split Enz. Även Lisa Lambe i den irländska folkmusikgruppen Celtic Woman spelar på skedar. År 1994 hade det amerikanska bandet Soundgarden framgång med låten "Spoonman" som de spelade tillsammans med den kände gatumusikanten Artis the Spoonman.

## Teknik

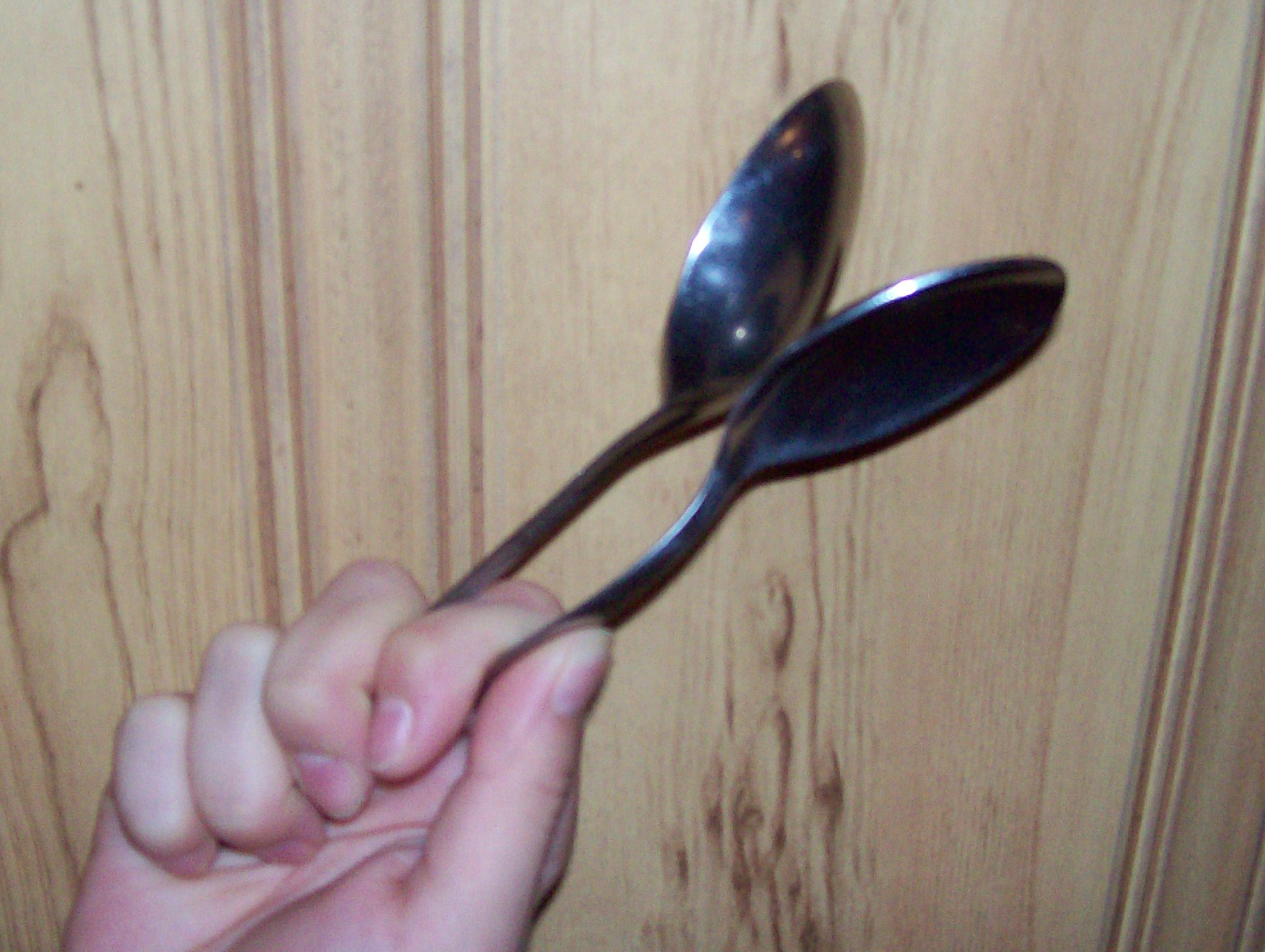
Skedar som musikinstrument.

I Europa och Nordamerika spelar man vanligen med två skedar som hålls med den konkava sidan utåt och separeras med ett finger, vanligen pekfingret. Skedarna ger från sig ljud när de slås mot ett knä eller andra kroppsdelar. Ljudstyrkan och rytmen varierar med hur hårt och i vilken takt man slår. Några  musiker spelar med två par skedar, ett par i varje hand.
Inom traditionell rysk musik använder man tre eller flera skedar som slås mot varandra. 